# Patryk Kusztal
Patryk Kusztal (ur. 28 marca 2003 w Legnicy) – polski piłkarz grający na pozycji ofensywnego pomocnika w klubie Zagłębie Lubin.

## Kariera juniorska
Kusztal grał jako junior w UKS Javorii Jawor (do 2016) i w Zagłębiu Lubin (2016–2020).

## Kariera seniorska

### Zagłębie II Lubin
Kusztal zadebiutował w rezerwach Zagłębia Lubin 1 sierpnia 2020 w meczu z Gwarkiem Tarnowskie Góry (4:0). Pierwszą bramkę zdobył 14 listopada 2020 w zremisowanym 2:2 spotkaniu przeciwko ROW 1964 Rybnik. Łącznie rozegrał dla nich 90 meczów i strzelił 35 goli.

### Zagłębie Lubin
Kusztal zaliczył debiut dla pierwszej drużyny Zagłębia Lubin 18 października 2021 w przegranym 2:4 spotkaniu przeciwko Stali Mielec.

### Chrobry Głogów
Kusztal został wypożyczony do Chrobrego Głogów 1 lipca 2022. Zadebiutował u nich 17 lipca 2022 w meczu ze Stalą Rzeszów (3:3), zanotował wtedy też asystę. Pierwszą bramkę zdobył 24 października 2022 w wygranym 2:1 spotkaniu przeciwko Skrze Częstochowa. Łącznie rozegrał dla nich 18 meczów i strzelił jednego gola.
Kusztal rozegrał też jeden mecz w rezerwach Chrobrego, zdobył w nim bramkę.

## Kariera reprezentacyjna

### Polska U-15
Kusztal zadebiutował w reprezentacji Polski U-15 14 listopada 2017 w meczu z Irlandią (2:0). Pierwszą bramkę zdobył 17 kwietnia 2018 w wygranym 6:0 spotkaniu przeciwko Słowacji. Drugi raz do siatki trafił 18 kwietnia 2018 w starciu z Finlandią (2:0). Łącznie dla tej kadry rozegrał 6 meczów i strzelił 2 gole.

### Polska U-16
Kusztal zaliczył debiut w kadrze Polski U-16 18 września 2018 w przegranym 0:2 spotkaniu przeciwko Czechom. Pierwszego gola strzelił 20 września 2019 również w meczu z Czechami (3:1). Pojedyncze bramki zdobył jeszcze 23 października 2018 w starciu z Austrią i 7 maja 2019 w spotkaniu przeciwko Chorwacji. 9 maja 2019 w meczu z Rumunią (2:1) ustrzelił dublet. Ostatecznie w bawach tej reprezentacji wystąpił 12 razy i zdobył 5 bramek.

### Polska U-17
Kusztal zadebiutował w reprezentacji Polski U-17 6 września 2019 w meczu z Gruzją (2:1). Pierwszą bramkę zdobył 9 października 2019 w wygranym 3:2 spotkaniu przeciwko Macedonii Północnej. Drugi raz do siatki trafił 12 października 2019 w starciu z Liechtensteinem (11:0), zanotował wtedy też asystę. Łącznie dla tej kadry rozegrał 9 meczów i strzelił 2 gole.

## Statystyki

### Klubowe
(aktualne na dzień 29 czerwca 2025)
| Klub               | Sezon              | Liga               | Liga  | Liga   | Puchar kraju | Puchar kraju | Suma  | Suma   |
| Klub               | Sezon              | Liga               | Mecze | Bramki | Mecze        | Bramki       | Mecze | Bramki |
| ------------------ | ------------------ | ------------------ | ----- | ------ | ------------ | ------------ | ----- | ------ |
| Zagłębie II Lubin  | 2020/21            | III liga           | 27    | 7      | 0            | 0            | 27    | 7      |
| Zagłębie II Lubin  | 2021/22            | III liga           | 23    | 17     | 0            | 0            | 23    | 17     |
| Zagłębie II Lubin  | 2022/23            | II liga            | 14    | 4      | 0            | 0            | 14    | 4      |
| Zagłębie II Lubin  | 2023/24            | II liga            | 19    | 5      | 0            | 0            | 19    | 5      |
| Zagłębie II Lubin  | 2024/25            | II liga            | 7     | 2      | 0            | 0            | 7     | 2      |
| Zagłębie II Lubin  | Ogólnie            | Ogólnie            | 90    | 35     | 0            | 0            | 90    | 35     |
| Zagłębie Lubin     | 2021/22            | Ekstraklasa        | 3     | 0      | 0            | 0            | 3     | 0      |
| Zagłębie Lubin     | 2023/24            | Ekstraklasa        | 5     | 0      | 0            | 0            | 5     | 0      |
| Zagłębie Lubin     | 2024/25            | Ekstraklasa        | 12    | 0      | 3            | 0            | 15    | 0      |
| Zagłębie Lubin     | Ogólnie            | Ogólnie            | 20    | 0      | 3            | 0            | 23    | 0      |
| Chrobry Głogów     | 2022/23            | I liga             | 16    | 1      | 2            | 0            | 18    | 1      |
| Chrobry Głogów     | Ogólnie            | Ogólnie            | 16    | 1      | 2            | 0            | 18    | 1      |
| Chrobry II Głogów  | 2022/23            | III liga           | 1     | 1      | 0            | 0            | 1     | 1      |
| Chrobry II Głogów  | Ogólnie            |                    | 1     | 1      | 0            | 0            | 1     | 1      |
| Ogólnie w karierze | Ogólnie w karierze | Ogólnie w karierze | 127   | 37     | 5            | 0            | 133   | 37     |

### Reprezentacyjne
(aktualne na dzień 29 czerwca 2025)
| Reprezentacja      | Rok                | Mecze | Bramki |
| ------------------ | ------------------ | ----- | ------ |
| Polska U-15        | 2017               | 2     | 0      |
| Polska U-15        | 2018               | 4     | 2      |
| Ogólnie            | Ogólnie            | 6     | 2      |
| Polska U-16        | 2018               | 6     | 2      |
| Polska U-16        | 2019               | 6     | 3      |
| Ogólnie            | Ogólnie            | 12    | 5      |
| Polska U-17        | 2019               | 6     | 2      |
| Polska U-17        | 2020               | 3     | 0      |
| Ogólnie            | Ogólnie            | 9     | 2      |
| Ogólnie w karierze | Ogólnie w karierze | 27    | 9      |